# Antonina Podgórska-Dybizbańska
Antonina Podgórska-Dybizbańska (ur. 15 sierpnia 1879 w Krakowie, zm. 11 lipca 1953 w Poznaniu) – polska aktorka teatralna.

## Życiorys
Była córką Stanisława Podgórskiego i Katarzyny. Początkowo pobierała nauki u Anastazego Trapszy, a od 1895 występowała w Częstochowie i Dąbrowie Górniczej w zespole Czesława Janowskiego, jak również w Lublinie i Sosnowcu, a także w ogródkowych teatrach Warszawy. Od 1901 do 1906 grała na deskach Teatru Polskiego w Poznaniu. W latach 1906–1910 i 1911–1913 występowała w Wilnie u Nuny Młodziejowskiej-Szczurkiewiczowej i jej męża, Bolesława. Od 1913 do 1918 powróciła do poznańskiego Teatru Polskiego, a w latach następnych występowała w zespole objazdowym swojego męża, Ludwika Dybizbańskiego, jeżdżąc po Wielkopolsce i Pomorzu. W sezonie 1921/1922 (za dyrekcji męża) grała w poznańskim Teatrze Narodowym. W kolejnych latach występowała w Łodzi i Katowicach (1922–1924), w Teatrze Miejskim w Bydgoszczy (1926–1938) i znowu w Teatrze Polskim w Poznaniu (1938–1939). 
Podczas okupacji niemieckiej przebywała w Poznaniu, powróciwszy na scenę Teatru Polskiego niezwłocznie po pozbyciu się Niemców i grała tam do śmierci. 

## Twórczość
Przez cały okres swojej działalności artystycznej występowała w zróżnicowanym repertuarze, początkowo grając role dziewczęce, np. Anielę ze Ślubów panieńskich. Odznaczała się dużym wyczuciem estetycznym i wysoką kulturą aktorską. Największe sukcesy odniosła w rolach dramatycznych, takich jak Maryla w Dziadach, Balladyna, Jewdocha w Sędziach, czy Ofelia w Hamlecie. Nie stroniła również od ról charakterystycznych, np. Pani Dulskiej z Moralności Pani Dulskiej lub Szambelanowej z Pana Jowialskiego.

## Rodzina
21 października 1909 w kościele Bernardynów w Wilnie wyszła za mąż za Ludwika Dybizbańskiego. Małżeństwo pozostało bezdzietne.

## Odznaczenia
- Złoty Krzyż Zasługi (16 lutego 1951)[4]
- Srebrny Wawrzyn Akademicki (4 listopada 1937)[5]